# 自由民主党 (アンゴラ)
自由民主党（ポルトガル語: Partido Liberal Democrático、略称：PLD）は、アンゴラの自由主義（リベラリズム）政党。自由主義インターナショナル加盟政党。1992年人民議会選挙で2.4パーセント、3議席を獲得した。党首はアナリア・デ・ヴィクトリア・ペレイラ。

## 参考
- 旧公式ホームページのアドレス（現在はダウンしたままである。http://www.pld.ebonet.net/）